# Playa

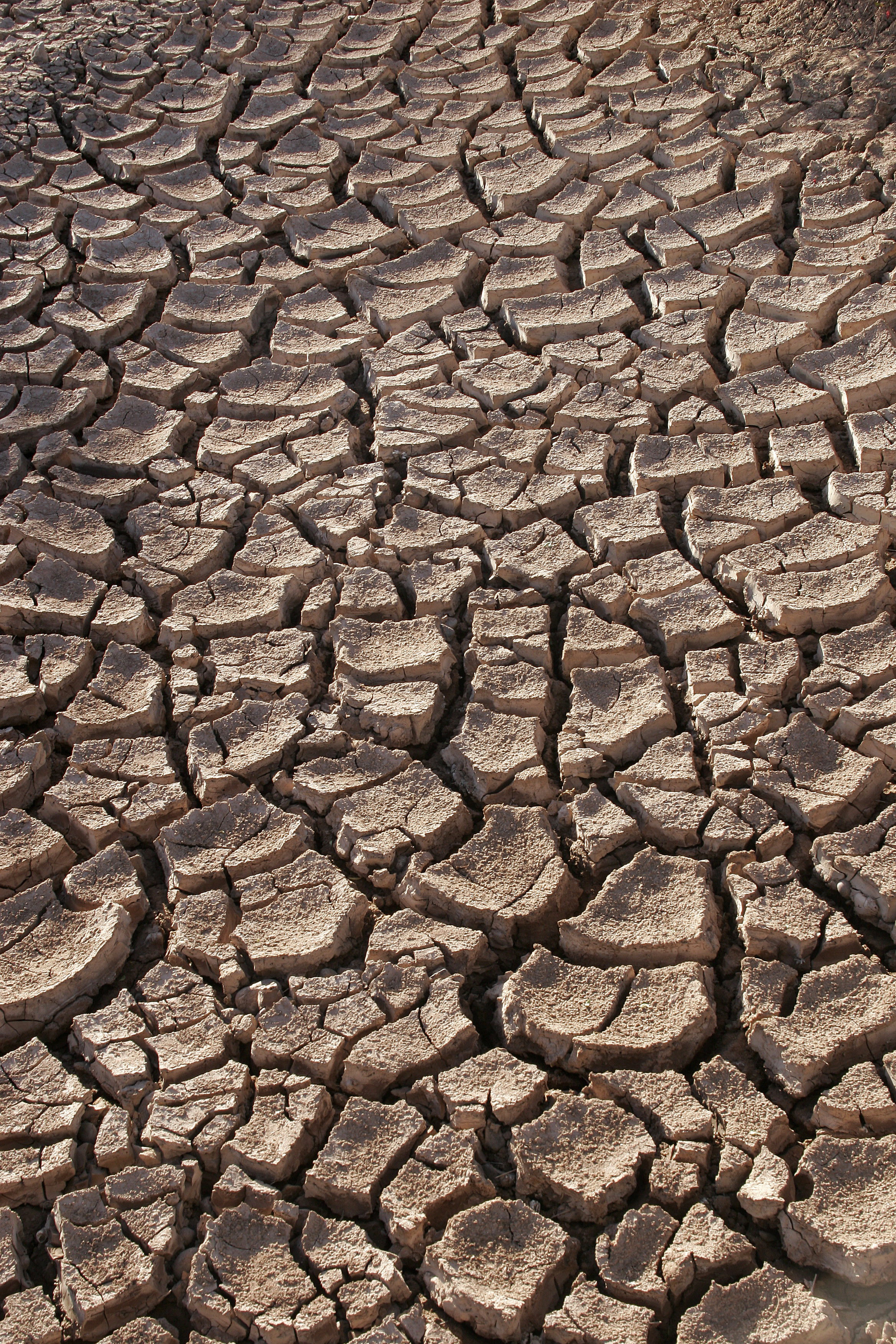
Takyr na pustyni Sonora

Playa (plaja), takyr, kewir – odsłonięte dno bezodpływowego okresowego jeziora w klimacie gorącym i suchym, którego powierzchnię pokrywa stwardniały, spękany ił lub muł, silnie zasolony, z wykwitami węglanu wapnia, gipsu i soli kamiennej.
Tylko wyjątkowo po incydentalnych deszczach zamienia się on w grząskie błoto lub dno chwilowego jeziora wypełnionego wodą.

## Nazwy regionalne
Słowo playa, pochodzące z Ameryki Północnej (Meksyk, południe USA), jest najczęściej stosowaną nazwą w literaturze naukowej, ale ta sama struktura ma swoje regionalne nazwy: kewir – w Azji, takyr – w Iranie i na południu dawnego ZSRR, sebha, shatt – na Saharze, w północnej Afryce.